# Litsea ligustrina
Espèce
Synonymes
- Tetranthera ligustrina Nees[1]

Statut de conservation UICN

 VU B1+2c : Vulnérable
Litsea ligustrina est une espèce de plantes à fleurs de la famille des Lauraceae.

## Publication originale
- Cat. Pl. Ceyl. 76. 1885.